# Leben von Bertrand du Guesclin (Les Iffs)

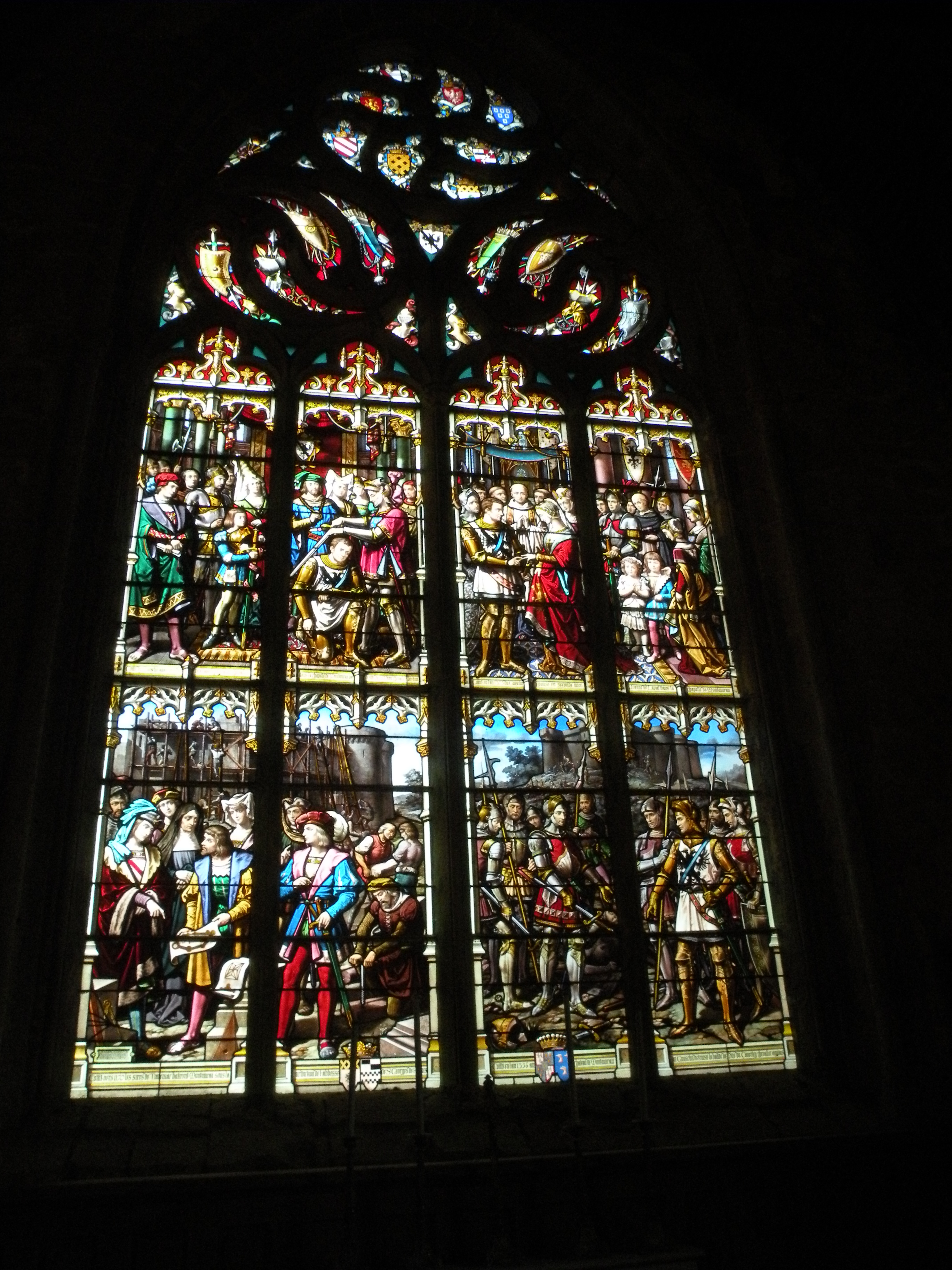
Fenster Leben von Bertrand du Guesclin in Les Iffs

Das Fenster Leben von Bertrand du Guesclin in der Kapelle des Schlosses Montmuran in Les Iffs, einer französischen Gemeinde im Département Ille-et-Vilaine in der Region Bretagne, wurde 1891 geschaffen. Das Bleiglasfenster wurde im Jahr 2000 als Teil der Schlosskapelle als Monument historique in die Liste der Baudenkmäler in Frankreich aufgenommen.
Das viergeteilte Fenster stammt aus einer unbekannten Werkstatt. Es stellt das Leben von Bertrand du Guesclin († 1380) dar, der ein bedeutender bretonischer Heerführer und Connétable von Frankreich war. Unten wird seine zweite Heirat mit Jeanne de Laval-Tinténiac (um 1360–1433) im Jahr 1373 thematisiert. Das Schloss Montmuran wurde von Jeanne de Laval-Tinténiac in die Ehe eingebracht.
Im Maßwerk sind die verschiedenen Wappen seiner Familie und die Allianzwappen zu sehen.